# Бачи, Петер
Петер Бачи (венг. Bácsi Péter; р.15 мая 1983) — венгерский борец греко-римского стиля, двукратный чемпион мира и чемпион Европы.

## Биография
Родился в 1983 году в Будапеште. В 2008 году выиграл чемпионат Европы, а на Олимпийских играх в Пекине занял 5-е место. В 2010 году стал бронзовым призёром чемпионата Европы. На чемпионате Европы 2011 года завоевал серебряную медаль. В 2012 году принял участие в Олимпийских играх в Лондоне, но там стал лишь 14-м. В 2014 году стал чемпионом Европы и чемпионом мира.